# Тир Эогайн

Земли королевства Тир Эогайн на фоне современного раздела Ирландии

Тир Эогайн (ирл. Tír Eoghain) или Тирон — королевство, существовавшее в средневековье в Ирландии в 1185—1616 годах. Королевство Тир Эогайн охватывало территорию, на которой сейчас расположены исторические графства Тирон и Дерри Северной Ирландии, а также окружающие земли, включая территории севернее озера Лох-Фойл.

## История

Герб королевства Тир Эогайн (Тирон)

Правящей династией в королевстве был клан Кенел нЭогайн — клан, который к этому времени правил в королевстве Айлех. В X веке в клане Кенел нЭогайн появились две новые ветви: Мак Лохлайнн и О’Нейллы (англ. O'Neill dynasty). В 1241 году О’Нейлл отстранил от власти клан Мак Лохлайнн и правил королевством самостоятельно.

### Короли Тир Эогайна
Король Тир Эогайна Бриан мак Нейлл Руайд О’Нейлл (ирл. — Brian mac Néill Ruaidh Ó Néill) в 1258—1260 годах был верховным королём Ирландии.

### Падение
В XVI веке северная часть королевства была захвачена англичанами. Затем захватчиками было уничтожено всё королевство. Последний король Тир Эогайн покинул Ирландию, убегая от английского террора, царившего после подавления ирландского восстания конца XVI века. Массовое бегство ирландской аристократии за границу в 1607 году вошло в историю как «бегство графов».
После прекращения существования королевства основная часть земель Тир Эогайн стала графством Тирон, продолжившего быть оплотом клана О’Нейллов — сильнейшего ирландского клана, который выжил в бурном и трагическом для Ирландии XVII веке.